# Calcio Novese
L'Associazione Sportiva Dilettantistica Calcio Novese, nota semplicemente come Novese, è una società calcistica italiana con sede nella città di Novi Ligure. Milita in Promozione, la sesta serie del campionato italiano di calcio.
Fondata nel 2016, prosegue de facto la storia dell'Unione Sportiva Novese creata nel 1919, e annovera nel suo palmarès lo scudetto della stagione 1921-1922, risultando quindi una delle tre squadre espressione di un comune non capoluogo di provincia ad aver vinto un campionato italiano (le altre due sono il Casale, sempre dalla provincia di Alessandria e la Pro Vercelli, la cui città di provenienza fece parte della provincia di Novara dal 1859 al 1927). Essa è inoltre, insieme alla Pro Vercelli, una delle due società calcistiche italiane vincitrici dello scudetto in qualità di neopromossa in massima serie.
Abbandonata la massima serie nel 1924, nei successivi decenni la Novese (frattanto più volte disciolta e rifondata) non è mai riuscita a partecipare alla Serie A e alla Serie B a girone unico, militando soprattutto nelle divisioni dilettantistiche nazionali e regionali.
Nel settembre 2016 la società venne estromessa dal campionato di Eccellenza Piemonte-Valle d'Aosta in virtù della mancata presentazione della squadra alle prime quattro gare stagionali: ciò costò al sodalizio (ormai de facto inattivo da mesi e in procinto di fallire) la radiazione dai ruoli federali. In sua sostituzione venne fondata l'Associazione Sportiva Dilettantistica Settore Giovanile Novese, che dopo un anno di sole attività di base cambiò denominazione in quella corrente e si propose come continuatrice della tradizione sportiva biancoceleste, ripartendo dal fondo della piramide calcistica italiana.

## Storia

### La fondazione e gli inizi
La Novese fu fondata nel marzo 1919 su impulso dei giovani Natale Beretta, Agostino Montessoro e Armando Parodi, calciatori del preesistente Novi Foot-Ball Club. Secondo alcune fonti sarebbe stata fondata il 31 marzo. Secondo il Messaggero di Novi del 5 aprile 1919, invece, l'assemblea che decretò la costituzione della Unione Sportiva Novese si svolse venerdì 28 marzo 1919 nei locali di Corso Regina Margherita, 39 (che divenne la prima sede della società); il periodico riportò che alla Novese aderirono tutte le società minori locali, tra cui il Libertas Foot-Ball Club, che vennero evidentemente assorbite nel nuovo club. Primo presidente fu il cav. Pietro Catalano, mentre la sede venne impiantata in un locale in corso Regina Margherita (poi corso Romualdo Marenco).
Pochi mesi dopo viene eletto nuovo presidente Mario Ferretti., padre dell'omonimo giornalista. Le partite di debutto vennero disputate contro l'Alessandria e contro la U.S. Tortonese (entrambi gli incontri terminarono 1-1); perdette in trasferta (2-0) contro l'Andrea Doria e superò a Novi con identico punteggio la rappresentativa dei 44º Reggimento Fanteria. Il primo campo fu la Piazza d'Armi di Novi, dove fu costruito, grazie all'autorizzazione del comune e delle autorità militari, il nuovo campo sportivo, inaugurato il 6 giugno 1920 con l'incontro Novese-Casale 4-0. Grazie all'enorme successo iniziale (200 soci in pochi mesi) poté, già dall'anno successivo, pubblicare un giornale tutto suo, sotto la direzione dello stesso Ferretti.
Nella stagione 1920-21 la Novese prese parte al suo primo campionato ufficiale, quello di Promozione Piemontese, con un organico competitivo comprendente tra gli altri Aristodemo Santamaria (che nel corso della stagione fu addirittura convocato in nazionale nonostante la sua squadra non militasse in massima serie). Nelle amichevoli disputate nel corso della stagione contro compagini di massima serie la Novese riuscì più volte a sconfiggerle o a fermarle sul pari, mentre in campionato la Novese dominò sia il girone B che il girone finale, vincendo tutte le 16 partite disputate, con ben 55 gol fatti contro i soli 4 subiti; la vittoria del torneo giunse il 29 maggio 1921, battendo per 3-1 la Trinese. Grazie a questo trionfo, la Novese venne promossa in Prima Categoria, la massima serie dell'epoca.

### La vittoria dello scudetto

La Novese campione d'Italia nel 1922.

La promozione nella massima serie appena ottenuta rischiò però di essere compromessa dal tentativo delle grandi squadre di far passare all'assemblea il Progetto Pozzo, piano di riforma dei campionati che prevedeva la riduzione del campionato di massima serie a sole 24 squadre, escludendone, quindi, tra le altre, proprio la Novese. La neopromossa Novese, per niente intenzionata a perdere il posto in massima serie appena conquistato sul campo, si mise a capo delle società minori intenzionate a lasciare immutato il campionato di Prima Categoria, con eliminatorie regionali a cui avrebbero partecipato 72 società. La Novese, che avrebbe poi vinto il campionato FIGC successivo, tramite il proprio organo di informazione, Il biancoceleste, dichiarò sfrontatamente di non essere del tutto contraria al progetto Pozzo ma che sarebbe stato preferibile rinviare tale riforma alla stagione 1922-23, perché "...l'anno venturo vi saremo anche noi, nel novero delle migliori 24 squadre italiane!". Pozzo presentò il suo progetto a Torino, sede della Federazione, in un clima di tensione la mattina di domenica 24 luglio. Le piccole società, ritrovatesi a loro volta a Novi Ligure il giorno prima, ebbero tuttavia la meglio: infatti il Consiglio Federale, con 113 voti contro 65, bocciò la riforma Pozzo. Le 24 maggiori società non accettarono la decisione e, riunitesi fra loro, nel giro di poche settimane abbandonarono la FIGC en masse e diedero vita privatamente al nuovo campionato.
Nella stagione 1921-22 la Novese, che nel frattempo si era rinforzata notevolmente con gli arrivi di Asti e dei fratelli Cevenini dall'Inter e di Bonato e Vercelli dall'Alessandria, prese dunque regolarmente parte al campionato di Prima Categoria (Serie A) della FIGC. Si trattava comunque di un campionato anomalo: i club più forti e blasonati non erano infatti iscritti al campionato della FIGC, ma, in seguito ad una scissione, avevano composto una propria federazione, la C.C.I, che aveva un suo campionato. La Novese fu inserita nel girone piemontese, comprendente le seguenti squadre: Biellese (passata poi alla C.C.I. e sostituita dalla US Torinese), GC Cappuccini di Vercelli, Pastore di Torino e Valenzana. La squadra, vincendo sia il girone piemontese che il girone A di semifinale, giunse alla finale contro la Sampierdarenese. Il 7 maggio 1922 ebbe luogo a Sampierdarena la prima finale che terminò 0-0, così come l'incontro di ritorno che si disputò a Novi sul campo di Piazza d'Armi. Lo spareggio si svolse il 28 maggio a Cremona, e la Novese, imponendosi per 2-1, vinse lo scudetto. La formazione delle tre partite della finale era la seguente: Stritzel; Vercelli, Grippi; Bonato (Cevenini I), Bertucci, Toselli; Gambarotta, Neri, Santamaria, Cevenini III, Asti (Parodi).

### Il ridimensionamento e il primo scioglimento
Nell'estate 1922 CCI e FIGC si riunificarono (grazie al compromesso Colombo) e la Novese, in virtù del titolo di Campione d'Italia appena conquistato nel campionato FIGC, fu ammessa direttamente alla nuova Prima Divisione della Lega Nord (Serie A) a 36 squadre. Nella stagione 1922-23, tuttavia, per via della cessione dei suoi elementi migliori (in particolare Santamaria, Asti, Neri, Stritzel e i fratelli Cevenini) e della partecipazione al torneo delle grandi società (che l'anno prima giocarono nel campionato CCI), la Novese non riuscì a ripetersi, salvandosi a stento dalla retrocessione in Seconda Divisione (8º e quintultimo posto in una stagione in cui, per ridurre il campionato da 36 a 24 squadre, erano eccezionalmente previste quattro retrocessioni per girone). L'anno successivo, terminando il girone B al 12º e ultimo posto, la Novese retrocesse in Seconda Divisione.
Nella stagione 1924-1925 la Novese sfiorò l'immediato ritorno in massima serie: infatti, dopo aver vinto il girone A, alle Finali si classificò terza staccata solo di un punto da Parma e Udinese alla fine promosse; fatale fu la sconfitta per 3-2 subita a Parma nell'ultima giornata del torneo, che permise a emiliani e friulani di scavalcare in classifica proprio la Novese, che risultò così beffata e privata di una promozione che sembrava ormai a portata di mano. Fu il canto del cigno per la Novese: la squadra, a causa di una crisi societaria, non riuscì nemmeno a portare a termine il torneo di Seconda Divisione 1925-1926, ritirandosi dopo quattordici giornate e venendo penalizzata dei sette punti conseguiti. L'ultima partita effettivamente disputata prima del ritiro, in casa contro lo Spezia, fu interrotta sul 2-1 per gli spezzini per l'invasione di campo del pubblico novese inferocito per l'arbitraggio; la FIGC assegnò la sconfitta a tavolino alla Novese e ne squalificò il campo per 32 settimane, decisione che contribuì al ritiro dal campionato. Retrocessa, fu quindi sciolta, non essendo riuscita a risolvere la crisi societaria.

### La rifondazione: le Ferriere di Novi
Con il comunicato ufficiale del Direttorio Federale del 16 novembre 1926 la U.S. Novese dichiarò ufficialmente la propria inattività. Sullo stesso comunicato la Federazione rese nota l'affiliazione del Gruppo Sportivo Acciaierie e Ferriere di Novi Ligure che si iscrisse alla Terza Divisione Piemontese 1926-1927, venendo inserita nel girone C. Nella stagione 1928-1929, la società, vincendo il torneo regionale di Terza Divisione, risalì in Seconda Divisione (quarto livello dell'epoca), a partire dalla stagione 1930-1931 di livello regionale.
Nella stagione 1937-1938 la Novese si riaffiliò come dopolavoro aziendale della ditta Ilva. Dopo aver disputato alcuni campionati di Prima Divisione Piemontese, nella stagione 1941-1942 ottenne la prima promozione in Serie C: all'esordio in C, ottenne un discreto 4º posto nel girone F, prima che la guerra sospendesse ogni attività calcistica ufficiale per le stagioni 1943-1944 e 1944-1945.

### Le stagioni del dopoguerra
Ripartito il campionato, nella stagione 1945-1946, alla Ilva Novese venne offerto, in virtù del 4º posto ottenuto nell'ultima stagione della Serie C anteguerra, un posto nel campionato misto Serie B-C Alta Italia 1945-1946, ma la società, a causa di strascichi bellici, fu costretta a declinare, non disputando alcun campionato in quella stagione.
Nella stagione successiva (1946-1947), invece, riuscì ad iscriversi, ripartendo dalla categoria dove si trovava nel 1943: la Serie C. La prima stagione nel dopoguerra per la Novese fu disastrosa: con un 13º (terzultimo) posto nel girone D della Serie C (Lega Interregionale Nord), i piemontesi precipitarono nel campionato regionale di Prima Divisione, nel quale restò, tuttavia, per una sola stagione, venendo ripescata in Promozione (l'antesignana della Serie D) per meriti sportivi.
Va considerato inoltre che la squadra azzurra faceva allora parte della Liguria e quindi si trova a disputare i campionati contro altre squadre liguri. La permanenza nel campionato di Promozione Interregionale durò una sola stagione: perdendo lo spareggio salvezza con la Bolzanetese, fece immediato ritorno in Prima Divisione.
Vincendo tuttavia il proprio girone regionale di Prima Divisione nella stagione 1949-1950, ritornò di nuovo in Promozione, dove ottenne risultati di degno rispetto: un 5º posto nel girone F nella stagione 1950-1951 e addirittura la vittoria del medesimo girone nella stagione 1951-52. In quest'ultimo caso, tuttavia, non venne promossa in Serie C per riforma dei tornei (istituzione della Serie C a girone unico), venendo invece ammessa nel nuovo campionato di IV Serie a 8 gironi con 4 promozioni in palio in Serie C.
La prima stagione in IV Serie fu disastrosa: la Novese fu retrocessa in Promozione Ligure, nella quale tuttavia rimase per una sola stagione, ritornando immediatamente in IV Serie. Nonostante fosse neopromossa, la Novese lottò per la promozione in Serie C nella stagione 1954-1955. Termina al 2º posto nel girone A, staccata di sei punti dalla Pro Vercelli (che comunque non venne promossa perdendo le finali promozione contro le vincenti degli altri gironi). Nelle stagioni successive, invece, la Novese non ebbe particolari problemi a salvarsi, ma nemmeno riuscì a confermarsi tra le migliori del girone. E così nella stagione 1959-1960, trasformata la IV Serie in Serie D, disputò il suo primo campionato di Serie D, livello all'epoca gestito, insieme alla Serie C, dalla Lega Nazionale Semiprofessionisti, ovvero l'odierna Lega Pro.
Nel campionato semiprofessionistico di Serie D la Novese non riuscì mai a rendersi competitiva, terminando sempre a metà classifica: nella stagione 1965-1966 arrivò addirittura la retrocessione nel campionato regionale di Prima Categoria, in virtù del 17º posto nel girone A di Serie D.
Seguirono diverse stagioni nel massimo campionato regionale piemontese, fino alla stagione 1971-1972, allorché, vincendo il girone B della Promozione Piemontese, ritornò finalmente tra i Semiprofessionisti, venendo promossa in Serie D. Un anno dopo, nel 1973, tornò addirittura in Serie C, anche se non per meriti acquisiti sul campo, ma a seguito di una fusione-incorporazione della Gaviese, società del vicino centro di Gavi, che nella stagione 1972-1973 aveva conquistato la promozione in C (mentre la Novese, che faceva parte dello stesso girone di Serie D, era giunta nella parte medio-bassa della classifica).
La fusione, molto avversata soprattutto a Gavi, determinò la nascita della Gavinovese, con maglia "mista" fra il biancogranata della Gaviese e il biancazzurro della Novese, che disputò al Girardengo le partite interne della stagione 1973-1974 ottenendo una sofferta salvezza, grazie alle 16 reti di Nerio Ulivieri (in seguito in A con Foggia e Udinese), capocannoniere del girone.
L'anno seguente, ripristinata la denominazione di U.S. Novese e i colori sociali originari, non si riuscì invece ad evitare la retrocessione. La Novese manca dalla Serie C da quel 1975.
Tornata nel campionato semiprofessionistico di Serie D, la Novese sfiorò la promozione nella neocostituita Serie C2 nella stagione 1977-1978, quando si piazzò al 6º posto (quinto a pari merito ma sesto per peggiore differenza reti rispetto alla Sanremese) nel girone A della Serie D: le migliori quattro di ogni girone sarebbero state promosse e per tre punti la Novese mancò la C2; quando poi fu deciso che anche le quinte di ogni girone sarebbero state ammesse in C2, la Lega Nazionale Semiprofessionisti ripescò la Sanremese al posto della Novese per miglior differenza reti rispetto ai piemontesi.
La Novese dunque mancò la promozione in C2 solo per una questione di differenza reti, e, dopo un quarto posto nella stagione 1978-1979, nella stagione 1979-1980 precipitò addirittura in Promozione. Il campionato 1979-1980 fu l'ultimo semiprofessionistico per la Novese: nella stagione 1980-1981, vincendo il girone B della Promozione Piemontese, fece immediato ritorno in Serie D, che però proprio in quell'anno (1981) fu ribattezzata Interregionale e affidata alla gestione della Lega Nazionale Dilettanti.
Da quel momento in poi la Serie D non sarebbe stato più il più basso livello semiprofessionistico, ma il massimo livello dilettantistico. Il primo campionato di Interregionale fu molto positivo per la Novese, che, concludendo al 2º posto il girone A nella stagione 1981-1982, sfiorò immediatamente la promozione in Serie C2, ma già l'anno successivo i piemontesi precipitarono per l'ennesima volta nei campionati regionali.
Per il successivo quarto di secolo (1983-2007) la Novese militò soprattutto nei campionati regionali, con sporadiche partecipazioni al Campionato Nazionale Dilettanti/Serie D nel 1998-1999, 1999-0000 e 2004-2005.

### Terzo millennio
Nel febbraio 2007 la Novese ha conquistato, a scapito del RivoliCollegno, la Coppa Piemonte accedendo alla fase nazionale della Coppa Italia di Eccellenza.
Nel giugno 2007 conquista il secondo posto nel campionato di Eccellenza dietro il Derthona F.B.C. ed è promossa in Serie D superando prima l'Alense Vivaldi, quindi nella finale nazionale dei play-off il Corsico con un doppio 1-0. Nell'anno successivo la squadra è costretta ai play-out per la salvezza, poi giunta a tavolino vista la mancata presentazione dell'Imperia, poi retrocessa e radiata.
Il campionato 2008-2009 aveva visto i biancocelesti esordire con Claudio Maselli in panchina ed una rosa molto ambiziosa che, tuttavia, non riuscì ad andare oltre metà classifica sino a quando l'ex tecnico genoano non fu allontanato ed assieme a lui la maggior parte della prima squadra. Il girone di ritorno è stato affrontato, in piena crisi economica, dalla squadra juniores che è retrocessa a tre giornate dalla fine perdendo per 4-0 a Rivarolo Canavese.
Tornata in Eccellenza, la squadra è stata sostenuta economicamente, oltre che dal presidente Walter Marletti (alla guida dal 2006 e artefice della promozione), da un gruppo di dirigenti provenienti dal Castellazzo, guidati da Lino Gaffeo, i quali hanno rinforzato la squadra con numerosi elementi della loro precedente squadra. La Novese, seconda a fine torneo, è stata eliminata nei play-off per la promozione in Serie D dal Savoia di Castiglione delle Stiviere, oggi Football Club Castiglione. È stata tuttavia ripescata dal Comitato Interregionale in virtù dei suoi antichi meriti sportivi, e pertanto ha disputato il campionato 2010-11 in Serie D salvandosi con due giornate di anticipo.
Nel corso della stagione 2011-2012 è stata acquisita dalla vecchia dirigenza dell'altra squadra cittadina, l'Aquanera Comollo (fallita dopo pochi mesi), rinforzando il suo organico con i giocatori di entrambi i sodalizi sotto la guida di Fabrizio Viassi, già protagonista della promozione di 8 anni prima. La squadra si piazza al 4º posto e disputa i play-off del girone A, poi persi in semifinale contro il Santhià.
Nella stagione 2012-2013 la Novese arriva terzultima e si salva ai play-out battendo il Verbano di Besozzo (3-0 in casa e 0-2 in trasferta). Nelle due stagioni successive (2013-2014 e 2014-2015) i biancazzurri centrano la salvezza diretta.
Nel mese di novembre 2015 l'80% delle quote azionarie del club passa gratuitamente dalla cordata composta da Renato Traverso, Emanuela Giacomello, Marco Taverna, Massimo Provasio, Mauro Bisio a Raffaele Retucci (che da qualche mese già ricopriva la carica di amministratore unico): la presidenza viene conferita a Gaetano Battiloro. Dei precedenti proprietari il solo Renato Traverso conserva una partecipazione del 20% nel club. A fronte della gratuità della transazione, i due nuovi titolari del club si impegnano a regolarizzare la situazione debitoria sociale.
La situazione di lì a poco peggiora drasticamente: nel corso della stagione 2015-2016 alcuni giocatori cacciati dagli alberghi dove alloggiavano a causa dei ritardi nei pagamenti da parte del club, si accampano a Palazzo Negrone (sede amministrativa della Novese). Il mancato pagamento dei canoni d'affitto e alcuni danni causati alle infrastrutture sono invece le motivazioni che spingono il Comune di Novi Ligure dapprima a limitare e infine a precludere completamente al club l'utilizzo dello stadio Costante Girardengo. Nel mese di febbraio 2016 la Guardia di Finanza irrompe a Palazzo Negrone e sequestra alcuni documenti contabili, conclamando il pesante stato passivo societario. Contestualmente il patròn Retucci, domiciliato nel comune di Castellammare di Stabia, risulta irreperibile.
In questo quadro problematico la squadra, poco competitiva e demotivata, disputa tutta la stagione nelle retrovie del proprio girone di Serie D (considerando finanche l'ipotesi di ritirarsi) ed infine retrocede in Eccellenza.

### Dal 2016: fallimento e ripartenza
Nell'estate del 2016 l'indisponibilità di un terreno di gioco interno e il dissesto societario spingono la Novese sul punto di cessare l'attività, eventualità scongiurata da una deroga della FIGC che accorda ai biancocelesti più tempo per onorare i pagamenti e la possibilità di trasferirsi al campo sportivo CentoGrigio di Alessandria: il club viene pertanto regolarmente iscritto al campionato di Eccellenza Piemonte-Valle d'Aosta 2016-2017.
La situazione tuttavia non migliora: priva di una guida tecnica e manageriale, con tesserati solo giocatori di categoria juniores, il 28 agosto 2016 la Novese diserta il debutto in Coppa Italia Dilettanti contro l'Acqui (che viene pertanto dichiarato vincitore d'ufficio per 3-0), dopo aver invano tentato di chiedere il rinvio del match adducendo a motivazione la parentela di alcuni giocatori col le vittime del terremoto nel Centro Italia. Analoga situazione si verifica ai primi di settembre in occasione delle prime tre gare di Eccellenza contro Benarzole, Olmo e Albese, ove nessun giocatore biancoceleste si presenta ai rispettivi campi di gara, con susseguente irrogazione di ulteriori tre sconfitte a tavolino per 3-0, ammende pecuniarie e tre punti di penalizzazione in classifica.
Dal canto loro nel mese di settembre i proprietari Retucci e Battiloro, nell'annunciare la propria accettazione degli ormai prossimi provvedimenti di radiazione e fallimento del club, imputano la situazione al disinteresse e all'ostruzionismo nei loro confronti da parte dell'amministrazione e della cittadinanza di Novi Ligure, lamentando in particolare di essere stati danneggiati in modo decisivo dalla decisione del municipio di sfrattare il club dallo stadio Costante Girardengo e dall'affiliazione alla FIGC di una nuova società denominata Associazione Sportiva Dilettantistica Settore Giovanile Novese (ASDSG Novese), costituita allo scopo dichiarato di non lasciare Novi priva di un club calcistico organizzato e che aveva contrattualizzato alcuni ex tesserati dell'USD Novese.
Il 23 settembre, a seguito della mancata presentazione alla gara esterna di campionato in programma il giorno precedente contro il Tortona, la Novese viene ufficialmente estromessa dal campionato di Eccellenza (con annullamento delle tre precedenti sconfitte a tavolino) e radiata dalla FIGC, cessando quindi ufficialmente ogni attività. L'indomani il comitato piemontese della Lega Nazionale Dilettanti ne delibera la classificazione d'ufficio al 18º posto del girone B di
Eccellenza. Il 7 novembre 2016, a seguito del respingimento della proposta di concordato avanzata dall'amministratore Ciro Miele (incaricato dalla proprietà), consistente nell'estinguere il debito sociale (quantificato in circa 50 000 euro) mediante pagamento di cambiali mensili da 500 euro, il Tribunale di Alessandria decreta il fallimento dell'U.S.D. Novese s.r.l., affidandone la liquidazione al curatore Marco Dino Ferrari.
Dopo un anno di sostanziale inattività (fatte salve le giovanili), nel 2017 è proprio la succitata ASDSG Novese a prendere l'iniziativa di proseguire la tradizione sportiva biancoceleste: essa muta dunque denominazione in Associazione Sportiva Dilettantistica Novese, ottiene il diritto di giocare allo stadio Costante Girardengo e si iscrive alla Terza Categoria provinciale alessandrina, non essendo andati in porto precedenti tentativi da parte di altri soggetti di far ripartire il club da una divisione superiore. Tale partecipazione costituisce il livello più basso mai raggiunto prima di allora dalla Novese nella sua storia.
A dispetto della maggior tradizione e prestigio della Novese rispetto alla concorrenza, la stagione si rivela mediamente equilibrata: le contendenti principali dei biancocelesti sono la Pizzerie Muchacha di Alessandria e l'Audace Boschese di Bosco Marengo (uniche realtà capaci di battere gli scudettati e scalzarli brevemente dal primato in classifica). La squadra, affidata al tecnico Emanuele Balsamo, riesce comunque a mantenere un ruolino di marcia regolare e (in particolare nel girone di ritorno) a insediarsi stabilmente nel ruolo di capolista. La vittoria in campionato e la promozione in Seconda Categoria arrivano però solo il 20 maggio, all’ultima giornata di regular season.
Nella stagione successiva la Novese (dopo aver vanamente tentato, in virtù della propria tradizione sportiva, di iscriversi in sovrannumero a una divisione superiore) viene inserita nel girone L di Seconda Categoria piemontese. Nuovamente propostasi quale squadra di vertice, ingaggia un prolungato scontro per il primo posto contro lo Spinetta Marengo e il Sexadium: la stagione regolare viene conclusa al secondo posto alle spalle degli spinettesi. I biancocelesti affrontano quindi i play-off, la cui finale li vede prevalere per 1-0 sul Sexadium, garantendogli l’accesso alla Prima Categoria..
Viene inserita così nel girone G di Prima Categoria Piemonte-Valle d'Aosta. La Novese trascorre tutto il campionato ai vertici del girone chiudendo la stagione, a febbraio, in seguito alla sospensione del campionato a causa dell'emergenza COVID-19, al secondo posto, a due punti dalla Luese prima in classifica. Il 5 agosto 2020 ne viene stabilito il ripescaggio in Promozione per completamento degli organici, ottenendo così la terza promozione consecutiva.

## Colori e simboli

### Colori

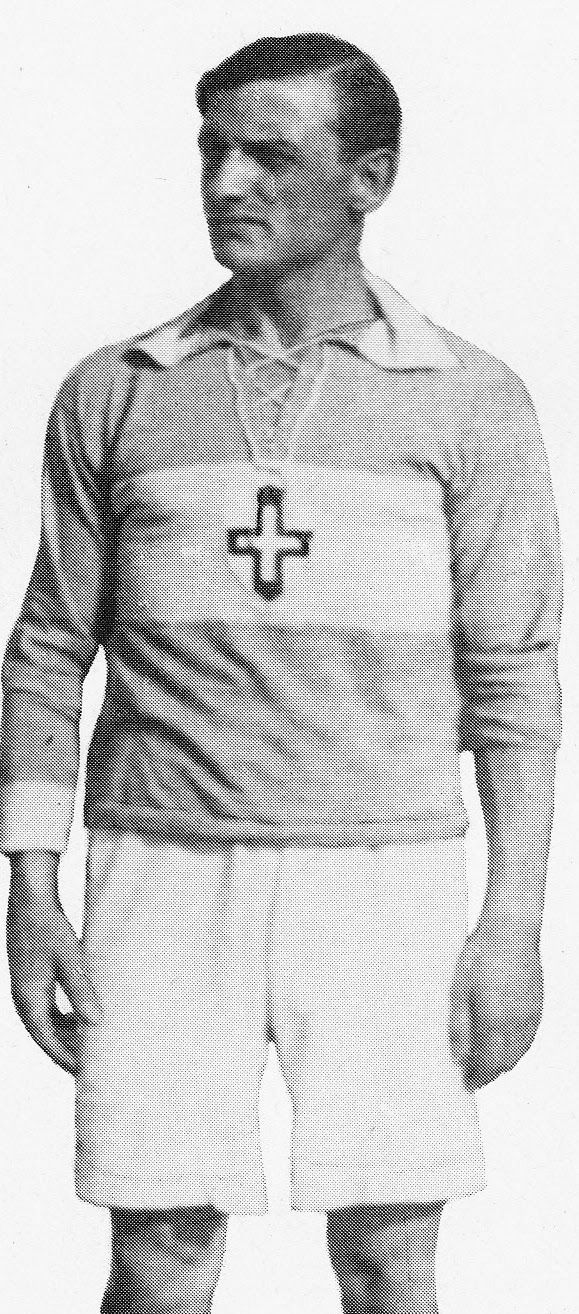
Cevenini III con l'iconica maglia fascio-crociata della Novese.

I colori sociali della squadra sono l'azzurro e il bianco. L'aspetto della divisa principale ha conosciuto nel corso degli anni varie soluzioni stilistiche.
Nei primi anni d'esistenza del club la maglia si presentava in tinta unita azzurra, con colletto e risvolti bianchi e lo stemma araldico della città (d'argento alla croce di rosso caricata in cuore da altra croce d'argento) ricamato sul petto.
La divisa più celebre ed iconicamente legata alla Novese è tuttavia quella vestita nell'anno della vittoria dello scudetto: azzurra con una fascia trasversale bianca all'altezza del ventre, entro la quale era ricamata la croce cittadina, con lo scudo privo di bordure e praticamente impercettibile.
In altri casi si è adottata la tinta unita azzurra (senza aggiunte o finiture particolari) o ancora una soluzione a strisce verticali bicolori di eguale larghezza, mentre il ricamo della croce biancorossa (poi sostituito dallo stemma sociale) si è spostato sulla parte sinistra del petto.
Peculiare fu la soluzione adottata tra il 1973 e il 1974 a seguito della fusione della Novese col Gavi: la maglia si presentò bianca con una fascia ventrale granata (unendo i colori sociali dei due club antesignani).
In occasione del centenario dalla fondazione è stata adottata una maglia celeste solcata su tutto il torso da una croce bianca bordata di rosso, decentrata verso la parte sinistra del petto ad intersecare lo stemma.
La tinta bianca è invece tradizionalmente dominante sulla maglia esterna.

### Simboli ufficiali

#### Stemma
Tra i primi stemmi adottati dalla Novese vi era uno scudo svizzero diviso diagonalmente in due cantoni, uno azzurro e l'altro bianco. Nel cantone azzurro era impresso il monogramma USN (acronimo della denominazione societaria), mentre nello spazio bianco appariva la croce biancorossa, emblema araldico civico di Novi Ligure. Esso è stato altresì adottato nel 2019 per celebrare il centenario di prima fondazione del club.
Lo stemma sociale storicamente più longevo e rappresentativo, adottato successivamente, era costituito da un ancile azzurro attraversato da una fascia diagonale bianca con inscritta la denominazione sociale a caratteri dorati; nella parte superiore appariva la croce biancorossa di Novi Ligure, mentre in quella inferiore era apposto lo scudetto tricolore celebrativo dell'unico titolo nazionale vinto dal club, accompagnato dall'anno della vittoria (1922). Tale stemma è stato altresì occasionalmente declinato con alcune varianti nei dettagli: inversione dei colori della croce (tradizionalmente rossa all'esterno e bianca nel cuore), apposizione dell'anno di fondazione (1919) a latere della croce stessa, nonché l'adozione di tonalità più o meno chiare per lo sfondo azzurro.
Nel 2013 l'emblema venne totalmente ridisegnato: ne risultò uno scudo svizzero partito biancazzurro, contenente a sinistra la croce cittadina, a destra la denominazione sociale (disposta in verticale, a caratteri bianchi), l'anno di fondazione scritto in nero entro un rettangolo bianco, lo scudetto corredato dall'anno della vittoria e una stella dorata a cinque punte (alludente alla stella d'oro al merito sportivo concessa alla Novese dal CONI nel 1970).
La rifondazione del 2016 è coincisa con l'introduzione di un nuovo scudetto, dallo sfondo palato biancazzurro, con la ragione sociale posta in capo e in preminenza il disegno della torre del castello di Novi Ligure, recante su una facciata lo stemma araldico cittadino e su un'altra il motto comunale In Novitate Vivam ("vivrò nel progresso").

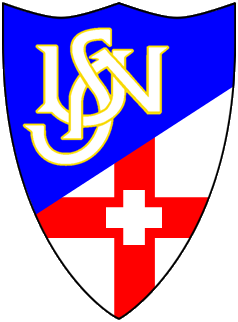
Uno dei primi stemmi del club
Stemma storico del club, adottato fino al 2013
Stemma in uso dal 2013 al 2016
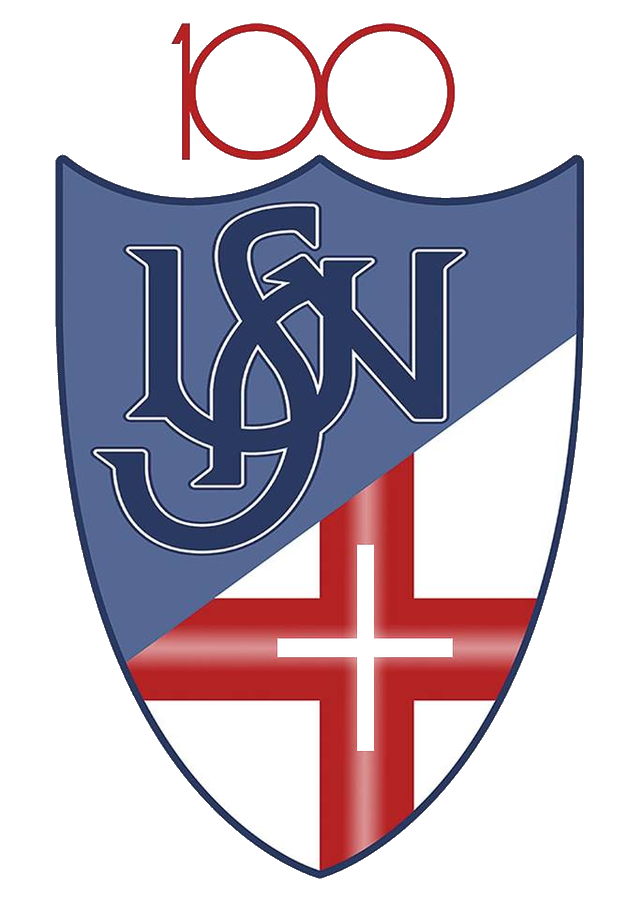
Stemma celebrativo del centenario di fondazione (2019)

## Strutture

### Stadio
La Novese realizzò il suo primo campo in circa 6 mesi sulla Piazza d'Armi, inaugurandolo domenica 5 giugno 1920 ospitando e battendo allo "Stadium" il Casale 4-0.
Il campo fu in seguito sempre citato come "campo di Piazza d'Armi" e utilizzato fino alla fine della stagione 1931-1932 ovvero finché la squadra rimase in attività. Dopodiché il campo cittadino rimase a disposizione delle squadre locali dell'ULIC e della Società Ginnastica Forza e Virtù (1892) fino al suo smantellamento.
Ricostituita la società calcistica con la nuova denominazione "Dopolavoro Aziendale Ilva", nel 1938 il fascio cittadino allestì un nuovo campo sportivo presso l'acciaieria e che per questo motivo l'impianto sportivo venne denominato "campo del Dopolavoro Aziendale Ilva".
Il campo cambiò denominazione nel 1945 con l'abolizione delle denominazioni imposte dal regime fascista cancellando la parola "dopolavoro": divenne perciò il "campo sportivo Ilva". Solo in seguito, e fino al 1966, con la fusione nel 1961 delle Acciaierie di Cornigliano con l'ILVA, il campo fu chiamato "campo Italsider".
Nel 1966, a causa dell'inadeguatezza del vecchio campo sia alla Serie D che al campionato di Prima Categoria nel quale la Novese era appena stata retrocessa, il Comune di Novi Ligure decise di costruire un impianto nuovo di dimensioni 110x65 in viale della Rimembranza dotandolo di una tribuna di 7 500 posti e denominandolo "Stadio Comunale". Il nuovo stadio venne inaugurato l'11 settembre 1966 con l'amichevole Novese-Genoa De Martino 1-2 dopo che l'incontro inizialmente previsto con gli ungheresi del MTK Budapest era sfumato.
Solo alla morte di Costante Girardengo avvenuta nel 1978, l'amministrazione comunale decise di chiamarlo con il nome attuale.
Nel 2016, a seguito del mancato rinnovo della concessione col comune (proprietario dell'impianto), la squadra ha optato per il trasferimento al campo sportivo CentoGrigio di Alessandria, che tuttavia non è mai stato adottato de facto come campo casalingo, giacché la prima squadra non vi ha disputato alcuna partita ufficiale.

## Palmarès

### Competizioni nazionali
- Campionato italiano: 1

1921-1922

### Competizioni regionali
- Promozione: 2

1920-1921, 1953-1954
- Prima Divisione: 2

1941-1942, 1951-1952
- Eccellenza: 2

1997-1998, 2003-2004
- Campionato italiano di terza divisione: 1

1928-1929 (girone A)
- Coppa Italia Dilettanti Piemonte-Valle d'Aosta: 1

2006-2007
- Supercoppa Piemonte-Valle d'Aosta: 1

2003-2004

### Competizioni provinciali
- Terza Categoria: 1

2017-2018

### Altri piazzamenti
- IV Serie:

Secondo posto: 1954-1955 (girone A)
- Campionato Interregionale:

Secondo posto: 1981-1982 (girone A)
- Eccellenza:

Secondo posto: 2006-2007, 2009-2010 (girone B)
- Promozione:

Secondo posto: 1984-1985, 1989-1990, 1990-1991

## Statistiche e record

### Partecipazione ai campionati nazionali
| Livello | Categoria                       | Partecipazioni | Debutto   | Ultima stagione | Totale |
| ------- | ------------------------------- | -------------- | --------- | --------------- | ------ |
| 1º      | Prima Categoria                 | 1              | 1921-1922 | 1921-1922       | 3      |
| 1º      | Prima Divisione                 | 2              | 1922-1923 | 1923-1924       | 3      |
| 2º      | Seconda Divisione               | 2              | 1924-1925 | 1925-1926       | 2      |
| 3º      | Serie C                         | 4              | 1942-1943 | 1974-1975       | 4      |
| 4º      | Seconda Divisione               | 3              | 1929-1930 | 1931-1932       | 30     |
| 4º      | Prima Divisione                 | 5              | 1938-1939 | 1947-1948       | 30     |
| 4º      | Promozione                      | 3              | 1948-1949 | 1951-1952       | 30     |
| 4º      | IV Serie                        | 6              | 1952-1953 | 1958-1959       | 30     |
| 4º      | Serie D                         | 13             | 1959-1960 | 2015-2016       | 30     |
| 5º      | Serie D                         | 9              | 1978-1979 | 2013-2014       | 12     |
| 5º      | Campionato Interregionale       | 2              | 1981-1982 | 1982-1983       | 12     |
| 5º      | Campionato Nazionale Dilettanti | 1              | 1998-1999 | 1998-1999       | 12     |

#### Campionati regionali
| Livello | Categoria         | Partecipazioni | Debutto   | Ultima stagione | Totale |
| ------- | ----------------- | -------------- | --------- | --------------- | ------ |
| I       | Terza Divisione   | 3              | 1926-1927 | 1928-1929       | 32     |
| I       | Prima Categoria   | 2              | 1966-1967 | 1967-1968       | 32     |
| I       | Promozione        | 12             | 1968-1969 | 1990-1991       | 32     |
| I       | Eccellenza        | 15             | 1991-1992 | 2016-2017       | 32     |
| II      | Promozione        | 4              | 2020-2021 | 2023-2024       | 5      |
| II      | Promozione        | 1              | 1920-1921 | 1920-1921       | 5      |
| III     | Prima Categoria   | 1              | 2019-2020 | 2019-2020       | 1      |
| IV      | Seconda Categoria | 1              | 2018-2019 | 2018-2019       | 1      |
| V       | Terza Categoria   | 1              | 2017-2018 | 2017-2018       | 1      |